# سیارک ۹۳۷۲
سیارک ۹۳۷۲ (به انگلیسی: 9372 Vamlingbo، نامگذاری:1993FK37) نه هزار و سیصد و هفتاد و دومین سیارک کشف شده‌است که در ۱۹ مارس ۱۹۹۳ کشف شد.
قدر مطلق سیارک برابر ۱۳٫۸۰ است.